# Étang d'Erbsenthal
L'étang d'Erbsenthal (Erbsenweiher et Erbsenthalerweiher en allemand) est un étang situé dans les Vosges du Nord, sur le domaine d'Erbsenthal et la commune d'Eguelshardt en Moselle.